# Aliano
Aliano ist eine süditalienische Gemeinde in der Provinz Matera in der Region Basilicata.

## Lage und Daten
Auf den 96 km² der Gemeinde Aliano leben heute 859 Einwohner (Stand am 31. Dezember 2023). Der Ort Aliano liegt auf einem steilen Bergrücken inmitten der sog. Calanchi (Faltengebirge) zwischen den Flusstälern des Sauro und des Agri. Aufgrund des lehmigen Untergrundes sind die Häuser stets von der Erosion bedroht. Das Gemeindegebiet grenzt an die Gemeinden Gorgoglione und Stigliano (Provinz Matera) sowie an Missanello, Roccanova und Sant’Arcangelo (Provinz Potenza).

## Geschichte
Der Name des Ortes leitet sich vom lateinischen Praedium Allianum, dem Landgut des römischen Allius.
Aufgrund der Nähe zu den Flüssen Agri und Sinni war Aliano seit der Antike ein wichtiges Handelszentrum zwischen Griechen, Etruskern und Önotriern, was durch die Entdeckung einer Nekropole aus dem Zeitraum zwischen dem 7. und 6. Jahrhundert v. Chr. belegt wird.

## Carlo Levi
Der Ort wurde durch das Buch Cristo si è fermato a Eboli („Christus kam nur bis Eboli“, 1945) von Carlo Levi berühmt, der darin seine Erlebnisse und Eindrücke während seiner Verbannung 1935/1936 in dem von ihm aus Diskretionsgründen „Gagliano“ genannten Ort beschreibt. Das Buch wurde 1978 von Francesco Rosi teilweise an den Originalschauplätzen verfilmt.

## Kultur
In den 1990er Jahren wurde Aliano zum Parco Letterario Carlo Levi („Literaturpark Carlo Levi“) unter Schirmherrschaft der UNESCO ausgerufen. Heute erinnern dort ein Museo Carlo Levi mit Fotos und Dokumenten, ein Museum mit 20 Gemälden Levis im ehemaligen Rathaus des Ortes sowie eine Multimedia-Schau in Levis ehemaligem Wohnhaus an den berühmten Verbannten. Darüber hinaus zeigt das volkskundliche Museo della Civiltà Contadina („Museum der ländlichen Kultur“) Zeugnisse des von Levi beschriebenen mühseligen bäuerlichen Lebens. Auf dem Friedhof ist Levis Grab zu besichtigen.

## Aliano als Drehort
- Christus kam nur bis Eboli, ein Film von Francesco Rosi (1979).
- Basilicata coast to coast (Basilikata von Küste zu Küste), ein Film von Rocco Papaleo (2010).

## Sehenswürdigkeiten
- Die Kirche San Luigi Gonzaga
- Die Kirche San Giacomo il Maggiore in Via Stella
- Der Wallfahrtsort Madonna della Stella
- Das Museo della Civiltà Contadina (Museum der Bauernkultur)
- Das Museo storico Carlo Levi (Historisches Museum Carlo Levi)

## Einwohnerentwicklung
Die Zahl der Einwohner des Ortes sank von 2288 im Jahr 1951 auf 907 im Jahr 2019.